# Бурлаков, Леонид Владимирович
Леони́д Влади́мирович Бурлако́в (род. 21 ноября 1967, Владивосток) — российский музыкальный продюсер, работавший с такими группами как «Мумий Тролль», «Земфира» и «Братья Грим».

## Биография

### Годы на Дальнем Востоке
В 1982—1994 годах Бурлаков занимался организацией коммерческих дискотек во Владивостоке, также являлся их ведущим.
С 1988 года по 1993 работал сценаристом, монтажером, ведущим, редактором и продюсером музыкальных передач Приморского телевидения («Молодёжный Канал», «Аут» и «Ауталлика»). Параллельно (1990—1994), также работал на РВК, где был выпускающим редактором, ведущим, а затем продюсером и коммерческим директором музыкальных программ «Джем», «Бит Бургер», «Видеосервис».
В 1990 году Леонид Бурлаков окончил обучение в ДВВИМУ на судоводительском факультете.
С 1994 по 1995 год работал в «Дальморстрое» в качестве управляющего флот-отелем «Владимир».
24 апреля 1995 года открыл во Владивостоке музыкальный магазин «CD Land», который затем стал сетью магазинов. До 2004 года Бурлаков был генеральным директором данной сети.

### Сотрудничество с «Мумий Троллем»
В 1982 году состоялось знакомство Бурлакова и будущего лидера группы «Мумий Тролль» Ильи Лагутенко. Бурлаков стал главной «продвигающей» силой коллектива и автором половины текстов альбома «Новая Луна Апреля» («Новая луна апреля», «Небесный человек», «Ночь прекраснее дня», «Лыжи», «Ты — крест», «Парк», «Ещё пока…», «Всецело всем», «Далеко»). Ставшая впоследствии популярной песня «Новая луна апреля» была написана в апреле 1983 года, а выпущена на магнитоальбоме, накануне апрельского пленума 1985 года, когда состоялось первое заседание ЦК КПСС с её новым Генеральным секретарём. Местными коммунистами группа была признана социально опасной.
Через некоторое время Бурлаков создал студию «Декада», где в 1990 году был записан второй альбом «Мумий Тролля».
В 1996 году Бурлаков вместе с Ильёй Лагутенко «реанимировал» «Мумий Тролль». На собственные деньги в августе 1996 года записал альбом «Морская», осенью провёл первую промо-кампанию, результатом которой стало подписание договора Леонида Бурлакова как исполнительного продюсера и Ильи Лагутенко как артиста с компанией «Rec Records». 24 апреля 1997 года вышел альбом «Морская», ставший успешным. В июне 1997 года вместе с партнёрами по студии «Декада» Леонид организовал серию концертов в Приморском крае. В августе 1997 года вместе с Ильей Лагутенко и Аликом Красновым при участии английских сессионных музыкантов записывался альбом «Икра», релиз которого состоялся 21 ноября 1997 года, в день рождения Леонида Бурлакова. После релиза «Икры» Леонид взял весь менеджмент в свои руки.
«Утекай Звукозапись» — первый виртуальный российский инди-лейбл, был создан в марте 1998 года. Первым релизом 8 марта 1998 года стал сборник «совершенно иной» музыки «У1», собранный Леонидом Бурлаковым. 11 июня 1998 года на «Утекай Звукозапись» вышел дебютный альбом Deadушек «Искусство каменных статуй». 23 ноября того же года — Туманный Стон «Zorro», а 6 декабря — сборник У2. Хотя сами релизы не имели коммерческого успеха, они дали возможность быть услышанными ранее не известным группам: «Танцы Минус», «Океан Ельзи», «Brainstorm», «Deadушки», «Сегодня ночью» и т. д. Открытие «Утекай Звукозаписи» — Земфира.
С Бурлаковым «Мумий Тролль» выпустил альбомы «Морская», «Икра», «С Новым Годом, Крошка!», «Шамора», «Точно Ртуть Алоэ», «Необыкновенный Концерт», выступил в более чем 300 городах и впервые — в «Олимпийском», принял участие в конкурсе «Евровидение-2001».
21 мая 2001 года сотрудничество Леонида Бурлакова с Ильей Лагутенко закончилось.
В 2020 году планировался выход книги Леонида Бурлакова «Хроники Муми Папы».

### Сотрудничество с Земфирой
23 мая 1998 года, во время проведения фестиваля «Maxidrom», к Бурлакову попала демозапись молодой уфимской певицы и музыканта Земфиры Рамазановой, которую затем он дал послушать Илье Лагутенко. Вместе они стали продюсерами дебютного альбома, который так и был назван — «Земфира». 10 октября 1999 года сотрудничество с певицей завершилось.
Летом 2014 года вместе с компанией МируМир Леонид начал работу по выпуску всех альбомов Земфиры на виниле. Вышли альбомы «Вендетта», «Спасибо», «Z-sides», «Жить в твоей голове», «Последняя Сказка Риты».
С декабря 2014 года по март 2015 года Леонид Бурлаков занимался вопросами организации и работы Zemfira Shop.
С ноября 2019 года Леонид продолжил работу по подготовке к переизданию всего бек-каталога, включая первый альбом, который должен был выйти на виниле в 2020 году.

### Дальнейшая деятельность
В 2003 году работал управляющим звукозаписывающей студией «Спутник» (CD Land +).
В октябре 2004 года Бурлаков начал сотрудничество с самарской группой «Братья Грим». Через год группа выступила на фестивале «Maxidrom» и выпустила дебютный альбом «Братья Грим», который был отмечен Золотым Диском компании «Мегалайнер Рекордс». Песни «Ресницы» и «Кустурица» получили широкую ротацию на радио и телевидении. Вместе с Бурлаковым «Братья Грим» выпустили два номерных альбома: «Братья Грим» и «Иллюзия» (записан в Новой Зеландии), сняли 5 видеоклипов: «Ресницы» (режиссёр Елена Кипер), «Кустурица» (режиссёр Леонид Бурлаков), «Дыхание» (режиссёр Леонид Бурлаков), «Пчела» (режиссёр Pete Riski), «Амстердам» (режиссёр Виктор Придувалов), выпустили концертный DVD «Live, People!», два предновогодних сингла.
С 2008 по 2009 год являлся генеральным продюсером компании «Стиль Рекордс».
С 5 мая 2009 по 16 февраля 2010 год вёл на «Радио Maximum» программу «МузПрогноз». За 9 месяцев вышло в эфир 37 выпусков, где прозвучало 249 песен 178 групп. Из них 12 попали в ротацию радио «Maximum». Благодаря «МузПрогнозу» 6 иностранных групп приехали с концертами в Москву, а 20 артистов выпустили свои пластинки в России. 8 ноября состоялся единственный концерт южно—африканской группы «The Parlotones» в клубе «МосПроект» в Москве. Гостем последнего выпуска «МузПрогноза» стал Олег Чубыкин, чья песня «Sometime» через год после её записи вошла в ротацию «Maximum».
C 15 апреля по 30 июня 2010 года сотрудничал в качестве музыкального консультанта с коммуникационным порталом Mail.ru в рамках музыкального конкурса на Ovi.mail.ru.
В 2011 году выступил музыкальным продюсером саундтрека к художественному фильму Александра Стриженова и Егора Баранова «Самоубийцы».
С октября 2011 по декабрь 2012 занимался рекламными спецпроектами для сети магазинов LeFutur.
В 2013 году Бурлаков принял участие в создании саундтрека к мини-сериалу Егора Баранова «Саранча», в 2014 году — к фильму Александра Стриженова «Дедушка моей мечты».

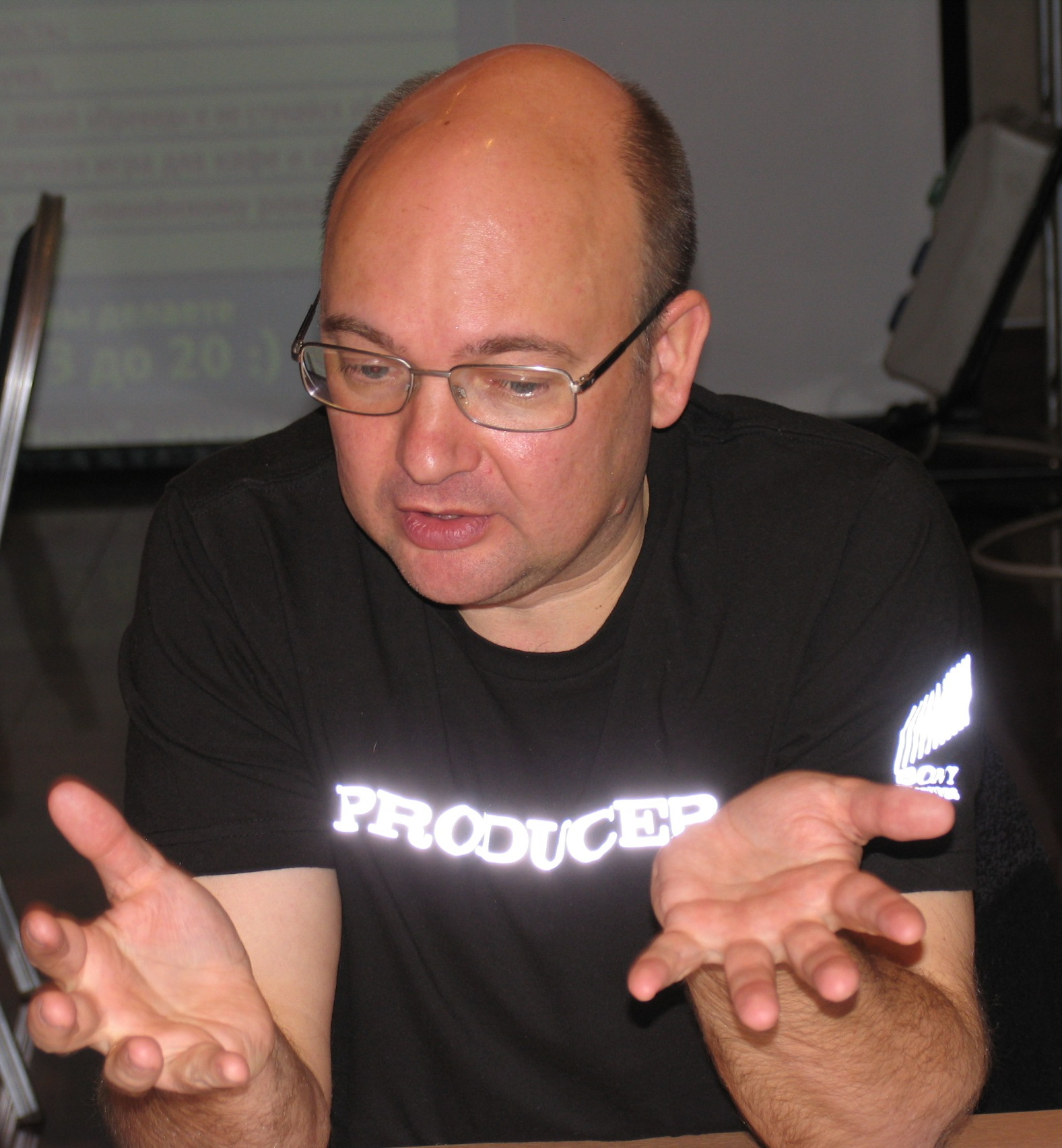
Леонид Бурлаков объясняет правила «Стереотопии»

В октябре 2014 года был запущен краудфандинг-проект для создания настольной игры «Стереотопия», который успешно (109 %) был завершён в новогоднюю ночь.
C апреля по сентябрь 2018 года работал как музыкальный продюсер над новой аранжировкой Гимна РФ, живая премьера которого состоялась 5 декабря на «ВТБ Арене». В работе приняли участие 210 человек, в том числе Российский государственный симфонический оркестр кинематографии под руководством Сергея Скрипки, хор Moscow Gospel Team, Детский ансамбль при Академическом ансамбле песни и пляски войск национальной гвардии РФ.
3 апреля 2019 года был выпущен третий сборник серии «У», собранный Леонидом Бурлаковым — 18 новых групп из 14 городов.

## Сотрудничество с исполнителями
В 2001—2007 годах был продюсером групп «Чубыкин», «Седьмой Прохожий», «НАТА», «Юлія Лорд», «Аврора», «Роботы» и «Миссия-А».
В 2007—2008 годах работал с группами «Лука» и «Депеша» (Deepesha).
С августа 2009 года по 28 апреля 2010 года работал с группой «Plastика», спродюсировал дебютный альбом и организовал подписание контракта с компанией Velvet Music.
С 22 марта 2010 года по 22 мая 2010 года спродюсировал запись 4 песен проекта WARTOMO.
С июля 2010 года по август 2011 года продюсировал дебютный альбом группы «Пилар»
В 2011 году работал с группой «Сахалин».
С марта 2011 года по январь 2013 года работал с группой «My Sister’s band». Был продюсером записи песен «Лета ждать», «Гагарина», «Вышка», «But I’m Drunk» (вошла в саундтрек фильма «Соловей-Разбойник»), «Perhaps, Perhaps, Perhaps», «Просто жить дальше», «Dynamite».
С марта 2011 по 2015 год являлся художественным руководителем артиста Mike Glebow. В июле 2015 года принял участие в создании видеоклипа на его песню «Into the Night».
В 2012—2013 годах работал с коллективами исполнителей Софьи Курбатовой и Василия Уриевского.
С августа 2015 по 5 февраля 2017 работал с группой КимаКима.
С марта 2018 года по июль 2019 года сотрудничал с молодым композитором классической музыки Константином Кокоуровым, результатом стал релиз дебютного альбома «notes» на французском лейбле Evidence Classics на LP, CD и на всех цифровых платформах.
В июле—августе 2015 года был музыкальным продюсером записи 4 песен финалистки первого сезона «Главной Сцены» юной девушки из Молодовы, Таис Логвиненко (tAISh). В августе 2019 года, с ней был подписан договор о долгосрочном сотрудничестве. Вышло три макси-сингла группы, два сингла и три видеоклипа. Релиз дебютного альбома планировался на апрель 2021 года.
Режиссёр музыкальных клипов «Пара Ми» (ЛУКА), «Пивная банка» (Олег Чубыкин), «Кустурица», «Дыхание» (Братья Грим), «Друзьям» (Депеша), «Друг мой зимний», «Скорлупа», «Капаю» (tAISh).

## Преподавательская деятельность
С 2000 года Леонид Бурлаков является преподавателем дисциплины «Экономика в шоу-бизнесе» на факультете «Менеджмент в музыкальной индустрии» в Государственном университете управления и в Институте управления и предпринимательства в социальной сфере (Санкт-Петербург).
С 2001 года преподаёт в Российской музыкальной академии «Экономику шоу-бизнеса».
В августе 2018 года руководил «школой Леонида Бурлакова» на молодёжном форуме «Таврида»
С февраля по июнь 2019 читал еженедельные лекции для студентов факультета журналистики МГУ.

## Личная жизнь
Женат на Анастасии Бурлаковой, имеет пятерых детей.
Бурлаков никогда не имел офиса. Его коллекция компакт-дисков и винила насчитывает более 4000 штук, может рассказать об истории появления в его жизни каждой пластинки. Никогда не курил, не употреблял алкоголь.